# Blue-Sky Research
 (mai 2017).
Si vous disposez d'ouvrages ou d'articles de référence ou si vous connaissez des sites web de qualité traitant du thème abordé ici, merci de compléter l'article en donnant les références utiles à sa vérifiabilité et en les liant à la section « Notes et références ».
Albums de Taproot
Welcome
(2002) Our Long Road Home
(2008)
Singles
1. Calling
Sortie : 27 juin 2005
2. Birthday
Sortie : 2005

Blue-Sky Research est un album du groupe de nu metal américain Taproot, sorti en 2005.

## Présentation
Taproot publie cet album, Blue-Sky Research, le 15 août 2005 à l'international et un jour plus tard aux États-Unis. Billy Corgan (le leader de Smashing Pumpkins) assiste à la composition de l'album co-écrivant trois des chansons, Toby Wright (en) le produit. Le groupe a écrit plus de 80 chansons pour l'album.
Le guitariste de Deftones, Stephen Carpenter, et Jonah Matranga (en), du groupe Far et Onelinedrawing, font des apparitions en tant qu'invités.
Il débute à la 33e place du Billboard 200, avec près de 28 000 exemplaires vendus dans sa première semaine d'exploitation.
Le single Calling (écrit avec Jonah Matranga) est utilisé comme chanson-thème du pay-per-view Unforgiven en 2005 par la WWE.
Le groupe tourne avec Evans Blue (en) et From Satellite (en) en soutien à l'album. Avant cette tournée principale, Taproot joue avec Chevelle lors de leur tournée aux côtés de Thirty Seconds to Mars. Ils participent aussi au Fall Brawl Tour avec Staind et P.O.D. en tête d'affiche, et est notable pour avoir joué avec un futur groupe qui sera connu sous le nom de Flyleaf.
Le 23 mai 2006, Taproot annonce sa séparation du label Atlantic Records, après les ventes décevantes de Blue-Sky Research. À cette période, l'album compte 112 000 exemplaires vendus. Le 13 juin 2006, le batteur Jarrod Montague confirme cette annonce sur Myspace.

## Liste des titres
Toutes les chansons sont écrites et composées par Jarrod Montague, Mike DeWolf, Philip Lipscomb et Stephen Richards (les co-auteurs sont annotés).
| 1.    | I Will Not Fall for You         | 3:02 |
| 2.    | Violent Seas (B. Corgan)        | 3:46 |
| 3.    | Birthday (Bob Marlette)         | 4:30 |
| 4.    | Facepeeler                      | 4:50 |
| 5.    | Calling (Jonah Matranga)        | 3:53 |
| 6.    | Forever Endeavor (B. Marlette)  | 4:02 |
| 7.    | April Suits                     | 3:26 |
| 8.    | Lost in the Woods (B. Corgan)   | 4:14 |
| 9.    | So Eager                        | 4:00 |
| 10.   | She (B. Marlette)               | 3:25 |
| 11.   | Promise (B. Corgan)             | 3:34 |
| 12.   | Nightmare                       | 4:02 |
| 13.   | Blue-Sky Research / What’s Left | 4:42 |
| 51:26 |                                 |      |

| Titre bonus - Édition Japon | Titre bonus - Édition Japon | Titre bonus - Édition Japon | Titre bonus - Édition Japon | Titre bonus - Édition Japon | Titre bonus - Édition Japon | Titre bonus - Édition Japon | Titre bonus - Édition Japon | Titre bonus - Édition Japon | Titre bonus - Édition Japon |
| No                          | Titre                       | Durée                       |                             |                             |                             |                             |                             |                             |                             |
| --------------------------- | --------------------------- | --------------------------- | --------------------------- | --------------------------- | --------------------------- | --------------------------- | --------------------------- | --------------------------- | --------------------------- |
| 14.                         | Stay Away                   | 3:20                        |                             |                             |                             |                             |                             |                             |                             |
| 54:46                       |                             |                             |                             |                             |                             |                             |                             |                             |                             |

## Crédits

### Membres du groupe
- Stephen Richards : chant, guitare
- Phil Lipscomb : basse
- Jarrod Montague : batterie, chœurs
- Jonah Matranga : chant (invité)

### Équipes technique et production
- Production : Toby Wright
- Mastering : Vlado Meller
- Mixage : Chris Lord-Alge
- Composition : Billy Corgan
- Assistants ingénierie : Dmitar Krnjaic, Keith Armstrong
- Coordinateurs : Craig Rosen, Lanre Gaba
- Techniciens : Eric Hackett (batterie), Trevor Cole (guitare)
- Design : Mike DeWolf, Mindy Ryu